# Saint-Marcel-en-Marcillat

Saint-Loup este o comună în departamentul Allier din centrul Franței. În 1 ianuarie 2022 avea o populație de 128 de locuitori.